# Josep Duloch
Fou un organista català del segle xvii. L'única dada conservada sobre ell el situa com a mestre de capella-organista de la catedral-basílica del Sant Esperit de Terrassa el 1662.